# Каменский, Константин Владимирович
Каменский Константин Владимирович — британский театральный режиссёр, драматург и видеодизайнер. Выпускник лондонской театральной школы Royal Central School of Speech and Drama, степень MA Advanced Theatre Practice. Художественный руководитель компании 274 Theatre Productions, также сотрудничает с другими театральными компаниями в Великобритании и в других странах. Преподаватель истории Русского театра в Goldsmith University of London, преподаватель в Первой театральной студии Тель Авива (Израиль). В данный момент закачивает работу над дебютным короткометражным фильмом.

### Биография
Константин Каменский родился в 1976 году. Закончил Институт Стран Азии и Африки МГУ. В 1996 году поступил в РАТИ (ГИТИС), факультет музыкального театра, мастерская Романа Виктюка. С 2000 года работал самостоятельно как режиссёр, основав собственную театральную компанию. С 2005 года работал на телевидении в качестве режиссёра спецпроектов, затем главы отдела промоушен, специалиста по телевизионному брендингу. Переехал в Лондон в 2007 году, где продолжал работать в медиа-компаниях Viasat Broadcasting, Discovery, Disney. Долгое время работал в кинокомпании Sony Pictures. К театральной практике в Великобритании вернулся в 2015 году.

### Режиссерские работы
— «Новый Ной» по пьесе Урса Видмера (премия «Дебют» за лучший режиссерский дебют 2000 года),
— «Мой друг Г» по пьесе Юкио Мисимы «Мой друг Гитлер» и опере Вагнера «Лоэнгрин»
— импровизационный фарс «Пурим-shpiel» по традиционному библейскому сценарию (специальная премия театрального фестиваля в Витебске, 2002 год)
— «Приключение» трагедия по одноименной пьесе Марины Цветаевой (роль Казановы в этом спектакле стала последней ролью актера Виктора Авилова)
— «Станция Бродский» («Brodsky Station») по собственной пьесе, (театральная компания 274, 2016), спектакль играется в плавательном бассейне(участник Эдинбургского театрального фестиваля 2017, включен в топ-10 самых необычных спектаклей Edinburgh Fringe 2017 по версии газет The Telepraph и The Scotsman)
— видеодизайн для импровизационного спектакля «Losing Games» режиссера Stella Christodolopoulou (Национальный театр Афин, Греция, 2016).
— «Тюремный психолог» документальная монодрама по одноименной пьесе Елены Исаевой (премия за лучшую женскую роль VI Фестиваля старейших театров России в Калуге (2016), дипломант международного театрального фестиваля SOLO в Москве (2017), участник Эдинбургского театрального фестиваля 2017 и фестиваля United Solo New York (2018)
— «Mystery-Bouffe», иммерсивный спектакль по пьесе Владимира Маяковского, посвященный 100-летию Октябрьской революции (театральная компания 274, 2017)
— «Одесса» по мотивам "Одесских рассказов Исаака Бабеля (театр Хамелеон, 2017)
— «Свадебный танец» по пьесе Родиона Белецкого (театральная компания Stage RC, 2018)
— «Потерпевший», по пьесе В. Шендеровича «Потерпевший Гольдинер» (театральная компания Stage RC, 2018)
— «Take the Trash Out Sasha» по пьесе Н. Ворожбит «Саша вынеси мусор» (компания 274, 2018). Спектакль готовился к показу в рамках фестиваля Sanctum 2020 в Бирмингеме.
— «Записки сумасшедших» по повести Н. В. Гоголя «Записки сумасшедшего» и дневникам П. И. Чайковского (театр Хамелеон, 2019), участник фестивалей «Мир Русского театра» (Берлин, 2019), «Большие Друзья Маленького Театра» (Тель Авив, 2019), «Отечество и Судьбы» (Ульяновск, 2019). Приглашен на Фестиваль в Волковский театр (Ярославль, 2020)
— «Мосты Времен», театральный перформанс (2019, Первая студия Тель Авив, Израиль)
— «Щелкунчик», рождественская фантазия для песка и балета (компания ЛондАрт, 2019)
— в качестве видеодизайнера — «Варшавская мелодия» (Театр Маленький, Тель Авив, 2020, режиссер Михаил Теплицкий)
— «Научный театр Ильи Колмановского. Шоу 1: Генетическое» (компания Bird&Carrot, 2020)
— «Америка России Подарила Пароход» по пьесе Николая Коляды (компания ArtPlanet Production & Tabernacle Theatre, 2020)
— «Сказки Пушкина», иммерсивный променад-спектакль (Театр «Хамелеон», 2020)
— «Смерть на поминках», иммерсивный zoom-детектив (театральная компания 274, 2021)
— «The Whole New World», site specific performance (театральная компания 274, 2022), для программы VI Международного Театрального Фестиваля в Тель Авиве 
— «The Swans», по пьесе Мишеля Ор (театральная компания 274, 2023)
— «Opera Unmasked», Stand up & Opera, цикл спектаклей о шедеврах мировой оперы (театральная компания 274, 2024)